# Pleurodema
Pleurodema – rodzaj płazów bezogonowych z podrodziny Leiuperinae w rodzinie świstkowatych (Leptodactylidae).

## Zasięg występowania
Rodzaj obejmuje gatunki występujące w Ameryce Południowej.

## Systematyka

### Etymologia
- Pleurodema: gr. πλευρα pleura „bok”[12]; δεμα dema, δεματος dematos „pęta”[13].
- Leiuperus (Liyperus, Lihyperus): gr. λειος leios „gładki”; υπερωα uperōa „podniebienie”[3]. Gatunek typowy: Leiuperus marmoratus A.M.C. Duméril & Bibron, 1841.
- Physodes: gr. φυσωδης phusōdēs „nadęty, napuszony”[6]. Gatunek typowy: Physodes albiventris Jan, 1857 (= Lystris brachyops Cope, 1869).
- Eupomplyx: gr. ευ eu „dobry, ładny”[14]; πομφολυξ pompholux „bańka, bąbel”[15]. Gatunek typowy: Eupomplyx marmoratus Jan, 1857.
- Somuncuria: Meseta de Somuncurá, płaskowyż w Patagonii, Argentyna[10]. Gatunek typowy: Telmatobius somuncurensis Cei, 1969.

### Podział systematyczny
Do rodzaju należą następujące gatunki:
- Pleurodema alium Maciel & Nunes, 2010
- Pleurodema bibroni Tschudi, 1838
- Pleurodema borellii (Peracca, 1895)
- Pleurodema brachyops (Cope, 1869)
- Pleurodema bufoninum Bell, 1843
- Pleurodema cinereum Cope, 1878
- Pleurodema cordobae Valetti, Salas & Martino, 2009
- Pleurodema diplolister (Peters, 1870)
- Pleurodema guayapae Barrio, 1964
- Pleurodema kriegi (Müller, 1926)
- Pleurodema marmoratum (A.M.C. Duméril & Bibron, 1840)
- Pleurodema nebulosum (Burmeister, 1861)
- Pleurodema somuncurense (Cei, 1969)
- Pleurodema thaul (Schneider, 1799)
- Pleurodema tucumanum Parker, 1927